# Плавневе
Пла́вневе — село в Україні, у Степанівській сільській громаді Роздільнянського району Одеської області. Населення становить 63 особи.
Станом на 1 вересня 1946 року село входило до складу Марківської сільської Ради.

## Населення
Згідно з переписом УРСР 1989 року чисельність наявного населення села становила 60 осіб, з яких 25 чоловіків та 35 жінок.
За переписом населення України 2001 року в селі мешкало 49 осіб.

### Мова
Розподіл населення за рідною мовою за даними перепису 2001 року:
| Мова       | Відсоток |
| ---------- | -------- |
| українська | 53,06 %  |
| російська  | 44,90 %  |
| болгарська | 2,04 %   |